# Liste der Stadtbezirke von Ingolstadt
Das Stadtgebiet von Ingolstadt ist in 12 Stadtbezirke und 61 Unterbezirke gegliedert. In jedem Stadtbezirk gibt es einen Bezirksausschuss, der zwischen 13 und 17 Mitglieder hat. Diese Gremien werden nach jeder Kommunalwahl vom Stadtrat Ingolstadts neu bestimmt. Die Bezirksausschüsse sind zu wichtigen, den Stadtbezirk betreffenden Angelegenheiten zu hören. Die endgültige Entscheidung über eine Maßnahme obliegt dann jedoch dem Stadtrat der Gesamtstadt.
Die 12 Stadtbezirke Ingolstadts mit Einwohnerzahl und Fläche:
| Stadtbezirk                      | Einwohner 31. Dez. 2018 | Fläche Hektar |
| -------------------------------- | ----------------------- | ------------- |
| I Mitte                          | 14.789                  | 1.142,4       |
| II Nordwest                      | 18.067                  | 469,9         |
| III Nordost                      | 20.571                  | 473,8         |
| IV Südost                        | 18.459                  | 1.395,5       |
| V Südwest                        | 10.672                  | 645,7         |
| VI West                          | 7.022                   | 3.341,9       |
| VII Etting                       | 4.630                   | 861,4         |
| VIII Oberhaunstadt               | 5.205                   | 553,1         |
| IX Mailing                       | 5.653                   | 812,7         |
| X Süd                            | 9.263                   | 2.700,1       |
| XI Friedrichshofen-Hollerstauden | 10.114                  | 487,6         |
| XII Münchener Straße             | 13.736                  | 449,9         |
| I-XII Ingolstadt                 | 138.181                 | 1.3334,0      |

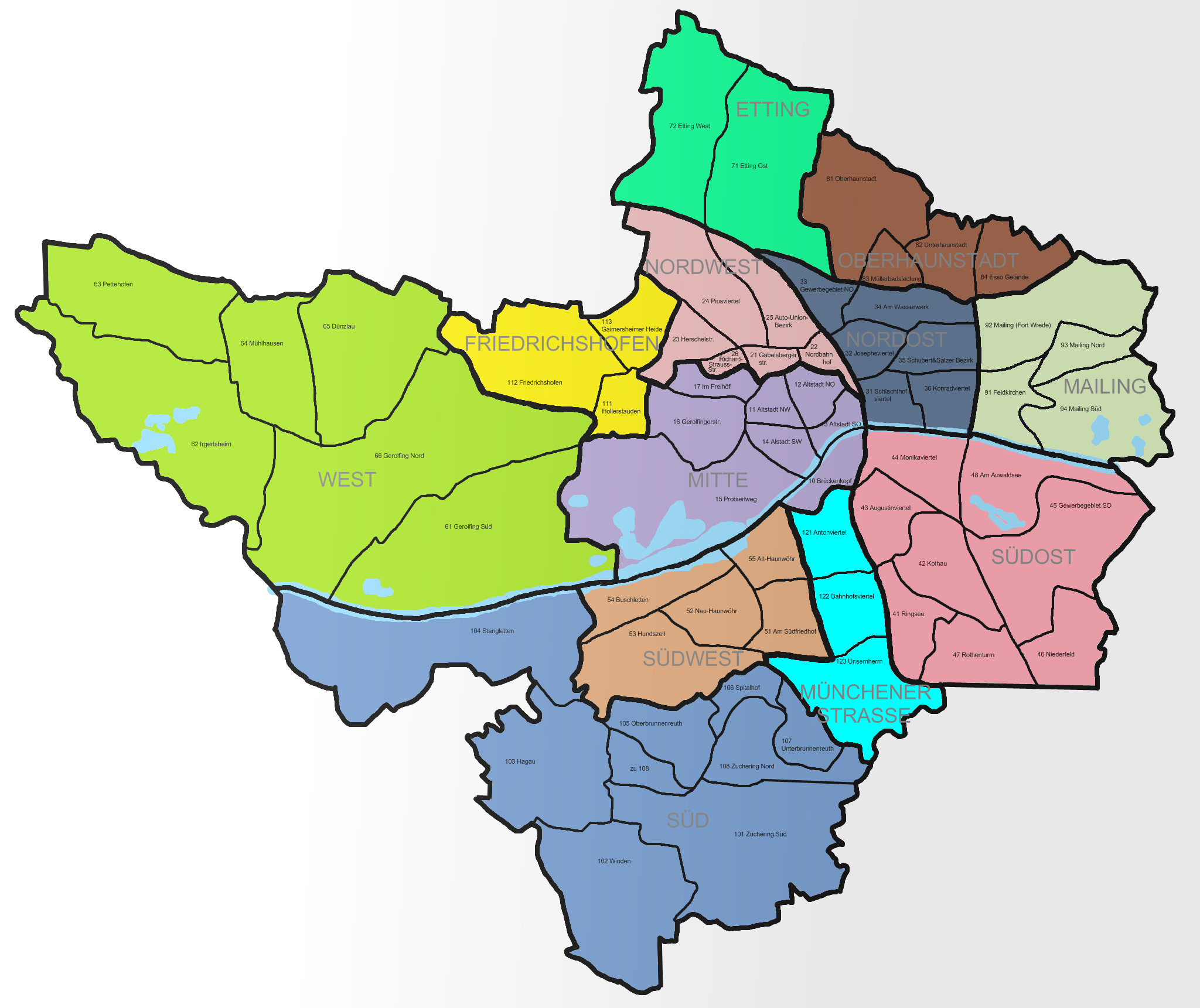
Stadtbezirke und Unterbezirke der Stadt Ingolstadt

Die zugehörigen Unterbezirke und deren amtliche Nummern:
| I Mitte | II Nordwest | III Nordost | IV Südost |
| - 10 Brückenkopf - 11 Altstadt Nordwest Gelbes Viertel - 12 Altstadt Nordost Weißes Viertel - 13 Altstadt Südost Grünes Viertel - 14 Altstadt Südwest Rotes Viertel - 15 Probierlweg - 16 Gerolfinger Straße - 17 Im Freihöfl | - 21 Gabelsbergerstraße - 22 Nordbahnhof - 23 Herschelstraße - 24 Piusviertel - 25 Auto-Union-Bezirk - 26 Richard-Strauß-Straße                    | - 31 Schlachthofviertel - 32 Josefsviertel - 33 Gewerbegebiet Nordost - 34 Am Wasserwerk - 35 Schubert-&-Salzer-Bezirk - 36 Konradviertel | - 41 Ringsee - 42 Kothau - 43 Augustinviertel - 44 Monikaviertel - 45 Gewerbegebiet Südost - 46 Niederfeld - 47 Rothenturm - 48 Am Auwaldsee |
| V Südwest | VI West | VII Etting | VIII Oberhaunstadt |
| - 51 Am Südfriedhof - 52 Neu-Haunwöhr - 53 Hundszell - 54 Buschletten - 55 Alt-Haunwöhr | - 61 Gerolfing Süd - 62 Irgertsheim - 63 Pettenhofen - 64 Mühlhausen - 65 Dünzlau - 66 Gerolfing Nord                                              | - 71 Etting Ost - 72 Etting West | - 81 Oberhaunstadt - 82 Unterhaunstadt - 83 Müllerbadsiedlung                                                                                |
| IX Mailing | X Süd | XI Friedrichshofen-Hollerstauden | XII Münchener Straße |
| - 91 Feldkirchen - 92 Mailing (Fort Wrede) - 93 Mailing Nord - 94 Mailing Süd | - 101 Zuchering Süd - 102 Winden - 103 Hagau - 104 Stangletten - 105 Oberbrunnenreuth - 106 Spitalhof - 107 Unterbrunnenreuth - 108 Zuchering Nord | - 111 Hollerstauden - 112 Friedrichshofen - 113 Gaimersheimer Heide                                                                       | - 121 Antonviertel - 122 Bahnhofsviertel - 123 Unsernherrn                                                                                   |